# Kiruru Kill Me
Kiruru Kill Me (きるる KILL ME?) es una serie de manga japonés escrito e ilustrado por Yasuhiro Kanō. Se ha serializado en la revista en línea Shōnen Jump+ de Shūeisha desde el 23 de febrero de 2020, con sus capítulos recopilados en cinco volúmenes tankōbon hasta el momento.

## Sinopsis
Aoi Nemo es un genio y prodigio de la medicina que ha inventado equipos útiles y ha publicado su trabajo en revistas. Si bien es suave y elegante en público, en realidad anhela el amor y teme que su trabajo le impida lograrlo. Un día conoce a Kiruru Akaumi y se enamora perdidamente de ella. Desafortunadamente, él no puede hablar directamente con ella a menos que sea en un asunto social o comercial planificado. Cuando se entera de que ella es una asesina, decide contratarla para que se mate a sí mismo y poder «conversar» libremente con ella; usando sus geniales habilidades médicas para salvarse a sí mismo en caso de que estuviera cerca de la muerte.

## Publicación
Kiruru Kill Me está escrito e ilustrado por Yasuhiro Kanō. La serie comenzó su serialización en la plataforma en línea Shōnen Jump+ de Shūeisha el 23 de febrero de 2020. Shūeisha ha recopilado sus capítulos en volúmenes tankōbon individuales. El primer volumen se lanzó el 4 de junio de 2020, y hasta el momento se han lanzado cinco volúmenes. En julio de 2022, se anunció que el manga entraría en una pausa indefinida.
En mayo de 2021, Seven Seas Entertainment anunció que había obtenido la licencia del manga para su lanzamiento en inglés en Norteamérica en formato físico y digital a partir de octubre de 2021.
| Volúmenes de manga publicados | Volúmenes de manga publicados | Volúmenes de manga publicados |
| Número                        | Fecha de publicación          | ISBN                          |
| ----------------------------- | ----------------------------- | ----------------------------- |
| 1                             | 4 de junio de 2020            | ISBN 978-4-08-882368-3        |
| 2                             | 4 de febrero de 2021          | ISBN 978-4-08-882554-0        |
| 3                             | 4 de febrero de 2021          | ISBN 978-4-08-882756-8        |
| 4                             | 4 de marzo de 2022            | ISBN 978-4-08-883064-3        |
| 5                             | 2 de septiembre de 2022       | ISBN 978-4-08-883255-5        |

## Recepción
Christopher Farris de Anime News Network le dio al primer volumen del manga una calificación de «C+».  Farris describió la serie como «el mantra moderno que surge al ver a una dama bonita: 'Dios, quiero que me mate', y que era solo cuestión de tiempo antes de que algún narrador emprendedor llevara esa actitud a su última conclusión literal».

## Otras lecturas
- Davidson, Danica (27 de octubre de 2021). «Kiruru Kill Me Is a Horror Comedy About Loving an Assassin». Otaku USA (en inglés).